# سرمایه انسانی

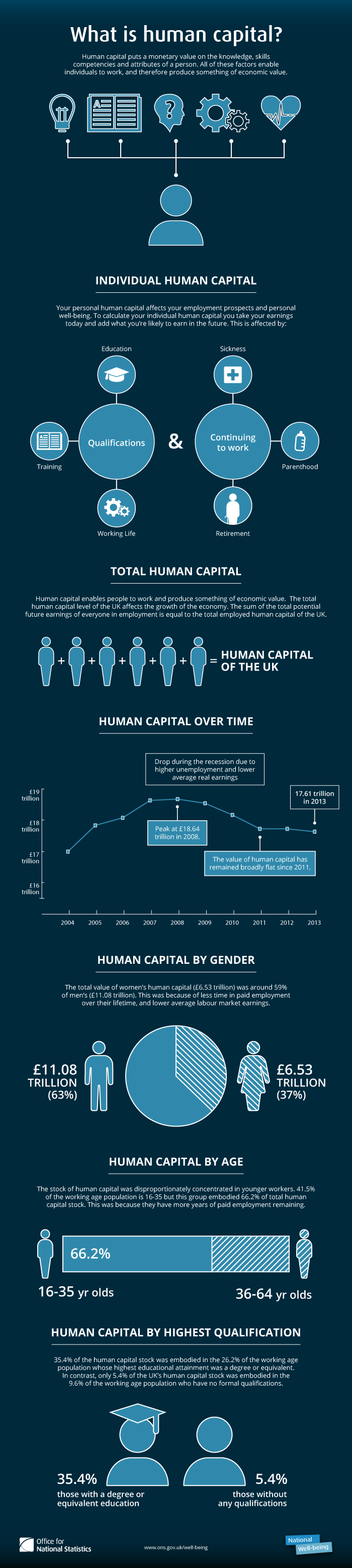

سرمایهٔ انسانی موجودی شایستگی‌ها، دانش، ویژگی‌های اجتماعی و شخصیتی شامل خلاقیت، تجسم در توانایی برای انجام کاری جهت تولید ارزش اقتصادی است. سرمایهٔ انسانی دید اقتصادی جامعی از انسان فعال در اقتصاد است، در حالی که تلاشی برای کسب پیچیدګی بیولوژیکی، اجتماعی، روان‌شناسی و فرهنگی است به‌طوری‌که در اثرات متقابل اقتصادی یا صریح با هم تقابل دارند.
در اوایل فرض می‌شد که نظریه‌ها، زمینه‌ای را منعکس می‌کنند که در آن بخش ثانویهٔ اقتصاد نسبت به بخش سوم قادر به تولید زمان در بیشتر کشورها است؛ که در آن منبع مثلثی، همگن و قابل تعویض به سادگی به عنوان نیروی کار یا کار یکی از سه عوامل تولید است (دیگر موارد و ارزیابی‌های تبادل پذیر ـ فرض پول و تجهیزات فیزیکی). فقط به عنوان این که زمین به عنوان سرمایهٔ طبیعی شناخته می‌شود و در خود ارزیابی می‌شود و عوامل انسانی تولید از این تحلیل مکانیکی ساده برای سرمایهٔ انسانی ناشی می‌شود. در تحلیل مالی فنی مدرن، اصطلاح رشد متعادل و هدف رشد مساوی قابلیت‌های انسانی و ارزیابی‌های فیزیکی اطلاق می‌شود که کالاها و خدمات را تولید می‌کند.
فرض می‌شود که کار یا نیروی کار می‌تواند به سادگی مدل‌سازی شود؛ در کل این مورد در سال‌های ۱۹۵۰ به چالش درآمد، هنگامی که بخش سوم، خلاقیت را تقاضا می‌کند، شروع به تولید بیشتر از بخش ثانویه در تولید زمان در بیشتر کشورهای توسعه یافتهٔ جهان می‌کند.
بر اساس آن بیشترین توجه بر عواملی است که منجر به موفقیت در برابر شکست می‌شود که با مدیریت انسانی مرتبط است، نقش رهبری، استعداد و حتی شهرت جستجو شده‌است. امروزه بیشتر نظریه‌ها سعی بر تجزیهٔ سرمایهٔ انسانی به یک یا تعداد بیشتر اجزاء برای تحویل دارند که معمولاً ناظر نامیده می‌شود. شایع‌ترین سرمایهٔ اجتماعی، مجموع پیوندهای اجتماعی و روابط شناسایی شده‌است، همراه با تعدادی مترادفات از جمله حسن نیت یا ارزش نام تجاری یا انسجام اجتماعی یا انعطاف‌پذیری اجتماعی و مفاهیم مرتبط مانند شهرت یا سابقه، به‌طوری‌که مجزا از استعدادی است که یک فرد (از جمله یک ورزشکار به‌طور منحصربه‌فردی دارد) توسعه داده‌ است که نمی‌تواند برای دیگران بدون توجه به تلاش منتقل شود و جنبه‌هایی که می‌تواند انتقال یا تدریس شود: سرمایهٔ آموزشی.
به‌طور کمتر متداولی، برخی از تحلیل‌ها ساختارهای خوبی را برای سلامت و سلامت خود، یا عادت‌های مدیریتی خوب دانش یا سیستم‌هایی با ساختارهایی که آن‌ها را مدیریت و تأمین می‌کنند یا سرمایهٔ فکری تیم‌ها ـ انعکاس ظرفیت‌های اجتماعی و ساختاری آموزشی با برخی فرضیات دربارهٔ یگانگی فردی در محتوا و زمینه‌ای که آن‌ها کار می‌کنند. به‌طور کلی این تحلیل‌ها تصدیق می‌کند که بدنه‌های تدریس فردی، ایده‌ها و مهارت‌های آموزش و اثر اجتماعی یا قدرت تشویق متفاوت هستند.
حسابداری مدیریت اغلب با سوالاتی در مورد مدل‌سازی همچون ارزیابی یا سرمایهٔ ثابت همراه است. با این وجود تعریف شده‌ است که سرمایهٔ انسانی به‌طور ضروری برای موفقیت سازمان‌ها لازم است. افزایش سرمایه انسانی از طریق آموزش و تجربه است.
در سال ۲۰۱۰ سازمان همکاری و توسعهٔ اقتصادی دولت‌ها را تشویق کرد که اقتصادها سیاست را در بر بګیرند تا نوآوری و دانش در محصولات و خدمات به عنوان مسیر اقتصادی برای موفقیت و دوام افزایش یابد. سیاست‌های بین‌المللی اغلب فرار سرمایهٔ انسانی را مورد توجه قرار می‌دهد در حالی که نبود اشخاص با استعداد یا آموزش دیدهٔ یک کشور که برای آن‌ها سرمایه‌گذاری کرده‌اند، برای دیگر کشورها مزایایی بدون سرمایه‌گذاری دارد.
بالاترین ترقی در نیروهای تولیدکنندهٔ کار و بخش بزرگ تر مهارت، چابکی و قضاوت با این که هدایت و به کار برده می‌شود، به نظر می‌رسد اثرات تقسیم کار را دارد.
رابطهٔ پیچیده‌ای بین تقسیم کار و سرمایهٔ انسانی وجود دارد.

## اهمیت سر مایهٔ انسانی
مفهوم سرمایهٔ انسانی نسبتاً در کشورهای مازاد کار حایز اهمیت است. این کشورها طبیعتاً به دلیل نرخ تولد بالا تحت شرایط اقلیمی معین صاحب نیروی کار زیادی هستند. کارگران مازاد این کشور (نیروی انسانی) منبع انسانی موجود، فراوان‌تر از منابع انسانی قابل دسترس و ملموس می باشد.
این منبع انسانی می‌تواند به سرمایهٔ انسانی با ورودی‌های مؤثر آموزش، سلامت و ارزش‌های اخلاقی تبدیل شود. تبدیل منابع انسانی ردیفی به منابع انسانی فوق‌العاده پر سود با این ورودی‌ها فرایند تبدیل سرمایهٔ انسانی است. مسئلهٔ کم‌یابی سرمایهٔ ملموس در کشورهای مازاد نیروی کار می‌تواند توسط تسریع نرخ تشکیل سرمایهٔ انسای با سرمایه ګذاری خصوصی و عمومی در بخش‌های آموزش و سلامت به صورت بین‌المللی حل شود. سرمایهٔ مالی ملموس ابزار مؤثری در ترقی رشد اقتصادی کشور می‌باشد.
سرمایهٔ انسانی غیرقابل لمس، از طرفی دیگر ابزاری برای رشد توسعهٔ جامع ملل می‌باشد به این علت که سرمایهٔ انسانی به‌طور مستقیم به توسعهٔ انسانی مرتبط است هنگامی که توسعهٔ انسانی وجود دارد، پیشرفت کمی وکیفی ملل اجتناب ناپذیر است.
اهمیت سرمایهٔ انسانی در رویکرد متغیر آمریکا به سمت ارزیابی جامع توسعهٔ اقتصادی ملل مختلف در اقتصاد جهانی صریح است. سازمان ملل متحد ګزارش توسعهٔ انسانی را در مورد توسعهٔ انسانی در ملل مختلف با هدف ارزیابی نرخ تشکیل سرمایهٔ انسانی در این ملل انتشار کرد. شاخص آماری تخمین توسعهٔ انسانی در هر کشور شاخص توسعهٔ انسانی است.
این شاخص ترکیبی از شاخص امید به زندګی، شاخص آموزش و شاخص درآمد است. شاخص امید به زندگی استاندارد سلامت جمعیت را در هر کشور فاش می‌سازد؛ و شاخص درآمد استاندارد زندګی جمعیت و شاخص آموزش استاندارد آموزشی و نسبت سواد جمعیت را بیان می‌کند. اگر همهٔ این شاخص‌ها روند افزایشی در یک دورهٔ طولانی زمانی داشته باشند، روند صعودی را در شاخص توسعهٔ انسانی منعکس می‌کند. سرمایهٔ انسانی توسط سلامت، آموزش و کیفیت استاندارد زندګی توسعه می‌یابد.
علاوه بر این، اجزای شاخص توسعهٔ انسانی، شاخص امید به زندګی، شاخص آموزش و شاخص درآمد به‌طور مستقیم به تشکیل سرمایهٔ انسانی در درون ملل مرتبط است.
شاخص توسعهٔ انسان، شاخص همبستگی مثبت بین تشکیل سرمایهٔ انسانی و توسعهٔ اقتصادی است.
اگر شاخص توسعهٔ انسانی افزایش یابد، نرخ بالاتری از تشکیل سرمایهٔ انسانی در واکنش به استاندارد بالاتر آموزش و سلامت وجود دارد. مشابهاً، اگر شاخص توسعهٔ انسانی افزایش یابد، درآمد ملل نیز افزایش می‌یابد. به‌طور غیر تصریحی، شاخص توسعهٔ انسانی فاش می‌سازد که بالاتر بودن تشکیل سرمایه انسانی به سبب استاندارد خوب سلامت و آموزش باعث بزرګتر شدن درآمد ملت می‌شود. این فرایند توسعهٔ انسانی، بنیان قوی فر آیند مستمر توسعهٔ اقتصادی ملت برای دورهٔ طولانی زمانی است.
اهمیت فهم سرمایهٔ انسانی در ایجاد توسعهٔ اقتصادی بلند مدت ملل را نمی‌توان نادیده گرفت. انتظار می‌رود که سیاست‌های اقتصاد کلان همهٔ ملت‌ها به سمت توسعهٔ انسانی و توسعهٔ اقتصادی متمرکز می‌شود. سرمایهٔ انسانی ستون فقرات توسعهٔ انسانی و توسعهٔ اقتصادی در هر ملت است.
مهروم (۲۰۰۷) پیشنهاد کرد که در سطح کلان، مدیریت سرمایهٔ انسانی در حول سه ظرفیت کلیدی است، ظرفیتی برای توسعهٔ استعداد، ظرفیتی برای به کار ګیری استعداد و ظرفیتی برای ترسیم استعداد و… جمعاً، این سه ظرفیت ستون فقرات رقابت‌های سرمایهٔ انسانی کشورها را تشکیل می‌دهد.

## رشد انباشتهٔ سرمایهٔ انسانی
واضح است سرمایهٔ انسانی متفاوت از سرمایهٔ ملموس پولی به علت خصوصیت فوق العادهٔ سرمایهٔ انسانی برای رشد انبوه حول دورهٔ طولانی زمانی است. رشد سرمایهٔ ملموس پولی به علت شوک‌های چرخهٔ کسب و کار همیشه خطی نمی باشد. در طی دورهٔ موفقیت، سرمایهٔ پولی در نرخ نسبتاً بالاتری رشد می‌یابد، در حالی که در طی دورهٔ بحران اقتصادی و تنزل، کاهش سرعت سرمایهٔ پولی وجود دارد. از طرفی دیگر، سرمایهٔ انسانی به‌طور یکسانی افزایش نرخ رشد در یک دورهٔ زمانی طولانی دارد، زیرا بنیان این سرمایهٔ انسانی توسط ورودی‌های آموزشی و سلامت بنا شده‌است.
نسل فعلی توسط ورودی‌های مؤثر آموزش و سلامت به‌طور کیفی توسعه یافته‌است. نسل آینده به وسیلهٔ تحقیق توسعه یافته تر در زمینهٔ آموزش و سلامت متعهد شده توسط نسل فعلی دارای مزیت بیشتری است. علاوه بر این، ورودی‌های آموزشی و سلامت اثرات سودمندی را در نسل آینده ایجاد می‌کند و نسل آینده ناظر بر نسل فعلی است. اضافه بر این، میزان تشکیل سرمایهٔ انسانی در نسل آینده بیشتر از میزان تشکیل سرمایهٔ انسانی در نسل فعلی را می‌داند. این مورد رشد انباشتهٔ تشکیل سرمایهٔ انسانی به وجود آمده توسط کیفیت ناظر نیروی انسانی در نسل موفق نسبت به نسل اسبق است.
در هند، میزان تشکیل سرمایهٔ انسانی به‌طور سازگاری به دلیل پیشرفت کیفی در هر نسل بعد از استقلال افزایش یافته‌است. در دههٔ دوم قرن ۲۱ ام، نسل سوم جمعیت هند از نظر نیروی کار فعال است. بخش خدمت هند با صادرات خدمات مالی، خدمات نرم‌افزاری، خدمات توریسم و ترقی تعادل غیرقابل رویت باز پرداخت‌ها توسعه یافته‌است. رشد سریع اقتصادی در واکنش به پیشرفت در بخش خدمت، مدرکی از رشد انبوه سرمایهٔ انسانی در هند می باشد.
سرمایهٔ انسانی مرکزی برای بحث‌هایی در مورد رفاه، آموزش، بهداشت و بازنشستګی است.

## تحرک بین‌الملل
افراد آموزش دیده اغلب از کشورهای فقیر به کشورهای ثروتمند جهت یافتن فرصت مهاجرت می‌کنند. این حرکت، تأثیرات مثبتی بر هر دو کشور دارد: کشورهای ثروتمند از نظر سرمایه ورودی نیروی کار را کسب می‌کنند و کشورهای غنی از لحاظ کار سرمایه را زمانی دریافت می‌کنند که پول به آن برسد. فقدان کار در کشورهای پیر همچنین میزان دستمزد را برای کسانی که مهاجرت نمی‌کنند افزایش می‌دهد. هنگامی که کارگران مهاجرت می‌کنند، مراقبت اولیه و آموزش معمولاً باعث سود کشوری می‌شود که در آن کارګران برای کار مهاجرت کرده‌اند.
و هنګامی که آن‌ها مسایل بهداشتی یا باز نشستگی را داشتند، حقوق بازنشستگی و سلامت معمولاً در کشور جدید در نظر گرفته می‌شود.
ملل آفریقایی این بحث را با توجه به بردګی در نظر می ګیرند، دیگر مردم آن را با توجه به فرار مغز یا فرار سرمایهٔ انسانی در نظر می ګیرند که معمولاً هنګامی رخ می‌دهد که بیشتر افراد با استعداد تر (دارای سرمایهٔ انسانی) به کشورهای استعمار ګر برای آموزش می‌روند (از نظر تاریخی، بریتانیا، فرانسه وآمریکا). حتی در کانادا و بیشتر کشورهای توسعه یافته، فقدان سرمایهٔ انسانی مشکلی است که می‌تواند توسط ترسیمات بیشتر بر سرمایهٔ انسانی کشورهای فقیر تر از طریق مهاجرت متعادل می‌شود.
اثر اقتصادی مهاجرت به کانادا معمولاً مثبت در نظر ګرفته می‌شود. در طی اواخر قرن ۱۹ ام و اوایل ۲۰ ام، سرمایهٔ انسانی در آمریکا به‌طور قابل ملاحظه‌ای ارزشمندتر شد. به‌طوری‌که نیاز برای کارګر با مهارت همسان با پیشرفت فناوری نو ظهور بود. قرن ۲۰ام اغلب به عنوان قرن سرمایهٔ انسانی نام ګذاری می‌شود که این نام ګذاری توسط متخصصینی همچون کلاید یا گلدن بوده است. در طی این دوره، پیشرفت وسیع جدیدی به سمت آموزش ثانویه مسیری را برای انتقال به آموزش حجیم تر ایجاد کرد.
تکنیک‌های جدید و فر آیندهایی جهت آموزش بیشتر از نرم تحصیل ابتدایی مورد نیاز است در حالی که منجر به ایجاد تحصیل رسمی‌تر در میان ملل می‌شود. این پیشرفت‌ها نیاز برای کار با مهارت بیشتر را می‌طلبد، د حالی که دستمزدهایی را برای مشاغلی سبب می‌شود که نیاز به آموزش بیشتر برای واګرایی قابل ملاحظه‌ای از دستمزدهایی دارد که کمتر مورد نیاز است. این واګرایی، انګیزه‌هایی را برای افراد جهت به تعویق انداختن ورود به بازار کاری به منظور کسب آموزش بیشتر ایجاد می‌کند. حرکت دبیرستان، سیستم آموزشی را برای جوانان آمریکایی تغییر خواهد داد. با مشارکت فرعی ایالت، جنبش یا حرکت دبیرستان در سطح ریشه‌ای (اساسی) به ویژه در جوامعی با جمعیت‌های همګن تر شروع شد.
به‌طوری‌که در یک سال در یک دبیرستان بیشتر از ده درصد به درآمد افراد اضافه شد، ثبت نام در مقطع راهنمایی و میزان فارغ التحصیلان به‌طور معنا داری در طی قرن ۲۰ام افزایش یافت. سیستم آموزش آمریکا بیشتر در قرن ۲۰ توسط آموزش وسیع مقطع راهنمایی به صورت آزاد، آکادمیک و کاربردی، سکولار (غیر مذهبی)، عدم وابستګی به جنس و بودجه بندی توسط محدوده‌های مستقل شناخته می‌شود. این بینش اخیر برای جهش معنی دار در سودپذیری و موفقیت اقتصادی آمریکا در مقایسه با دیګر موارد راهنمای جهانی مورد نیاز است. توسط تعدادی از اقتصاد دانان پیشنهاد شده‌است که همبستګی مثبتی بین میزان ثبت نام دبیرستان و تولید ناخالص داخلی برای هر نفر وجود دارد.
کشورهای کمتر توسعه یافته مجموعه‌ای از مؤسسات با کیفیت و نقش آموزش را برای توده‌ها ایجاد نمی‌کند و علاوه بر این، قادر به سرمایه ګذاری در سهم سرمایهٔ انسانی مورد نیاز برای رشد فناوری نیستند، حقوق و آزادی افراد برای مسافرت و فرصت، علی‌رغم برخی انتظارات تاریخی از جمله موانع شوروی و پردهٔ آهنین به نظر می‌رسد کشورهایی را که آموزش دیده‌اند را به‌طور سازګاری بالاتر بوده‌است. همچنین باید به خاطر داشته باشیم که توانایی برای حرکت با توجه به مکانی که مردم کار و حرکت می‌کنند، بخشی از سرمایهٔ انسانی است.
توانایی برای حرکت از یک ناحیه به آینده، توانایی است و مزیت سرمایهٔ انسانی است. برای محدود کردن مردم از این کار، موردی به‌طور ذاتی پایین‌تر از سرمایهٔ انسانی وجود دارد. این بخش شبیه موردی است که سرمایهٔ طبیعی را مورد توجه قرار می‌دهد.